# HD 149143
HD 149143は、へびつかい座の恒星で8等星。太陽系外惑星が発見されている。

## 概要
G型のスペクトルを持つ黄色の主系列星または準巨星で、質量は太陽の約1.1倍、年齢は76億歳前後である。ガイア計画で観測された年周視差によると地球から約240光年の位置にある。
2005年に、ジュネーブ天文台などの研究チームが2004年から2005年にかけて行った視線速度法を用いた探索によって太陽系外惑星HD 149143bが発見された。この惑星は木星と半径はほぼ同じ、質量は約1.3倍で、主星から0.05天文単位 (au) の軌道を約4.1日の周期で公転している。
| 名称 （恒星に近い順） | 質量    | 軌道長半径 （天文単位） | 公転周期 (日)         | 軌道離心率            | 軌道傾斜角 | 半径    |
| --------------------- | ------- | ----------------------- | --------------------- | --------------------- | ---------- | ------- |
| b (Riosar)            | 1.33 MJ | 0.052                   | 4.07206 ± 0.000320041 | 0.0123+0.0115 −0.0093 | —          | 1.05 RJ |

## 名称
2019年、世界中の全ての国または地域に1つの系外惑星系を命名する機会を提供する「IAU100 Name ExoWorldsプロジェクト」において、HD 149143 と HD 149143b はスペイン王国に割り当てられる系外惑星系となった。このプロジェクトは、「国際天文学連合100周年事業」の一環として計画されたイベントの1つで、スペイン国内での選考、国際天文学連合 (IAU) への提案を経て太陽系外惑星とその主星に固有名が承認されるものであった。2019年12月17日、IAUから最終結果が公表され、HD 149143はRosalíadecastro、HD 149143 bはRiosarと命名された。これらはスペインのガリシア出身のロマン主義の作家で詩人のロサリア・デ・カストロにちなんで名付けられている。Rosalíadecastroはガリシア文化の重要な担い手であったスペインの作家ロサリア・デ・カストロの名前にちなんでおり、彼女の先駆的な作品ではしばしば夜や天体について言及されていた。Riosar は、彼女の作品によく登場する川の名前に由来している。